# Scandalo John Edward Brownlee

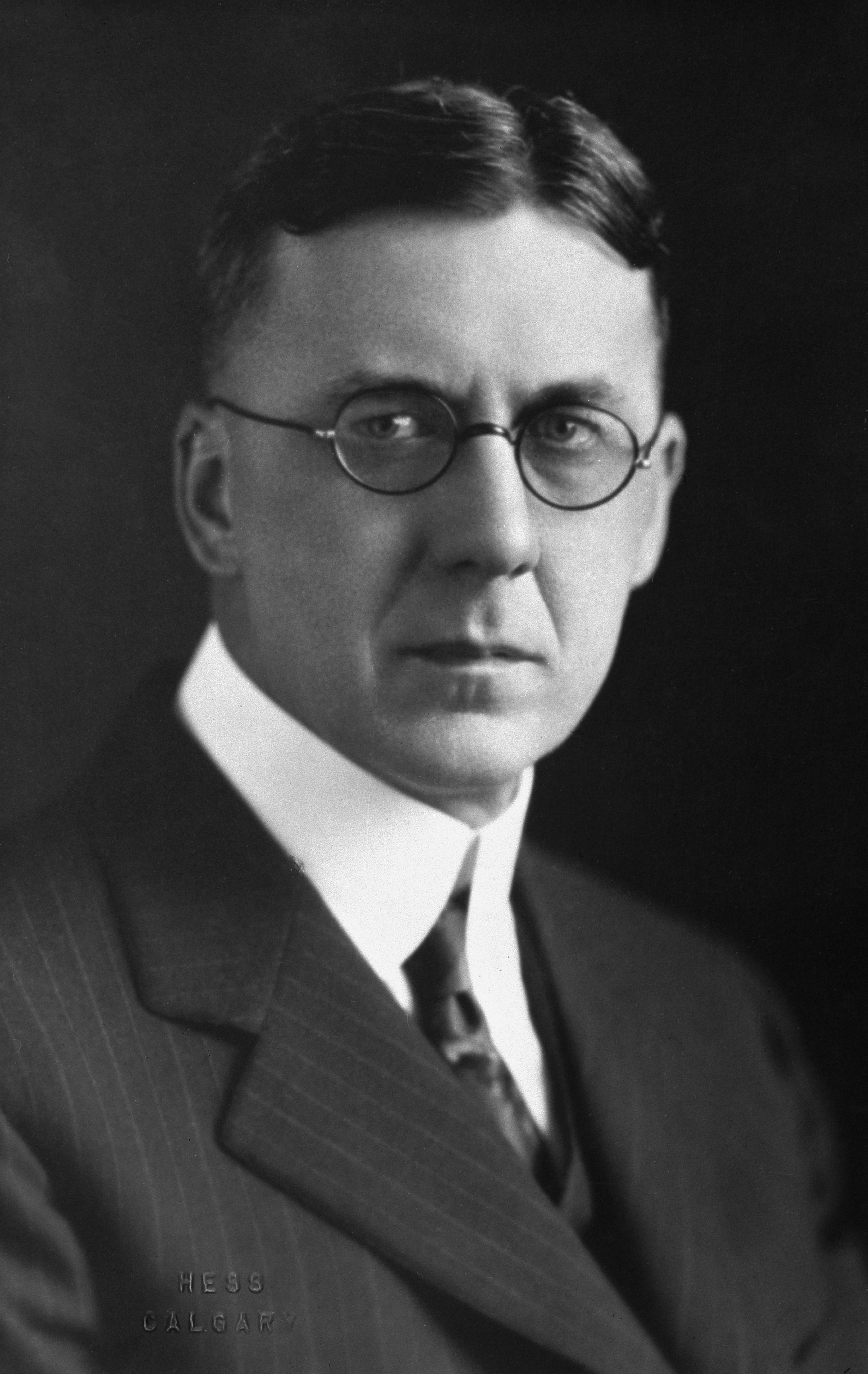

Lo scandalo sessuale di John Brownlee avvenne nel 1934 ad Alberta, in Canada, e costrinse le dimissioni del Premier provinciale, John Edward Brownlee. Brownlee fu accusato di aver sedotto Vivian MacMillan, amica di famiglia e segretaria del procuratore generale di Brownlee nel 1930, quando aveva 18 anni, e di continuare la relazione per tre anni. MacMillan affermò che il premier sposato le aveva detto che doveva fare sesso con lui a causa della moglie invalida. Aveva, ha testimoniato, ceduto dopo la pressione fisica ed emotiva. Brownlee definì la sua storia un'invenzione, e suggerì che era il risultato di una cospirazione di MacMillan, il suo aspirante fidanzato e di molti degli oppositori politici di Brownlee nell'Alberta Liberal Party. 
MacMillan e suo padre hanno citato Brownlee per seduzione. Dopo un sensazionale processo nel giugno del 1934, la giuria composta da sei uomini si è dichiarata a favore dei querelanti, assegnando loro rispettivamente $ 10.000 e $ 5.000. Con una mossa insolita, il giudice del processo William Ives ha ignorato le conclusioni della giuria e ha archiviato il caso. La Corte suprema del Canada alla fine ha annullato la decisione e assegnato a MacMillan $ 10.000 in danni. Questo premio è stato affermato dal comitato giudiziario del British Privy Council, la più alta corte d'appello del Canada al momento. Tutto ciò ha comunque sgravato sull'immagine di Brownlee, che ha rassegnato le dimissioni dopo la conclusione della giuria. Durante le successive elezioni, i suoi United Farmers of Alberta furono spazzati via dalla legislatura, perdendo ogni posto.